# دهیری زرداد
دهیری زرداد (به انگلیسی: Dheri Zardad) یک شهرک در پاکستان است که در شهرستان چهارسده واقع شده‌است.